# Giovanni Reggio
Giovanni Leone Reggio (Génova, 12 de dezembro de 1888 — 22 de dezembro de 1972) foi um velejador italiano, campeão olímpico. Ele competiu nos Jogos Olímpicos de Verão de 1936 na classe 8 Metre e conquistou a medalha de ouro na disputa a bordo do Italia com Bruno Bianchi, Luigi De Manincor, Domenico Mordini, Enrico Poggi e Luigi Poggi. Em 1948, ele terminou em oitavo como tripulante do barco Ciocca II na prova da classe 6 Metre.
Seu filho Pietro Reggio também foi velejador e participou de dois Jogos Olímpicos. Com ele e outros velejadores, Reggio conquistou vários campeonatos nacionais.